# Chaulieu
Chaulieu é uma comuna francesa na região administrativa da Normandia, no departamento Mancha. Estende-se por uma área de 10,69 km². Em 2010 a comuna tinha 304 habitantes (densidade: 28,4 hab./km²).